# Dror Mishani
Dror A. Mishani (in ebraico דרור משעני‎?; Holon, 23 giugno 1975) è uno scrittore israeliano.

## Carriera letteraria
Mishani ha esordito nel 2011 con il romanzo giallo Un caso di scomparsa, il primo di una serie che ha per protagonista l'ispettore Avraham Avraham. Per questo romanzo è stato candidato al CWA International Dagger e ha vinto il Martin Beck Award per il miglior romanzo giallo tradotto in svedese. Nel 2013 ha scritto un secondo romanzo, Un'ipotesi di violenza. Nel 2018 dal suo primo romanzo è stato tratto un adattamento cinematografico francese dal titolo Black Tide - Un caso di scomparsa (Fleuve noir) con Vincent Cassel.

## Vita privata
Mishani ha una moglie e due figli, con cui vive a Tel Aviv.

## Opere

### Serie Ispettore Avraham Avraham
- Un caso di scomparsa (Tik Ne'edar, 2011), Parma, Guanda, 2013 traduzione di Elena Loewenthal ISBN 978-88-6088-961-4.
- Un'ipotesi di violenza (Efsharut shel Alimut, 2013), Parma, Guanda, 2015 traduzione di Elena Loewenthal ISBN 978-88-235-0923-8.
- Haish sheratza ladaat hakol (2015)
- Tre (Shalosh, 2018), Roma, Edizioni E/O, 2020 traduzione di Alessandra Shomroni ISBN 978-88-335-7144-7.